# Désert noir
Le Désert Noir (arabe : الصحراء السوداء, aṣ-Ṣaḥrāʾ as-sawdāʾ) est une région de monticules en forme de volcan et largement espacés, répartis sur environ 30 kilomètres (19 mi) dans l'ouest de l'Égypte entre le désert blanc au sud et l'oasis de Bahariya au nord. La plupart de ses monticules sont coiffés de seuils de basalte, leur donnant la couleur noire caractéristique.

## Géologie
Les monticules du désert noir, jusqu'à 100 mètres (328 pieds) de haut, varient en taille, composition, hauteur et forme car certains sont sombres constitués de quartzite de fer tandis que d'autres sont plus rougeâtres car ses roches de surface sont constituées de grès de fer. Aux abords du Désert Noir se trouvent des collines volcaniques prouvant l'éruption de dolérite volcanique sombre, datant de la période jurassique 180 il y a des millions d'années.
Un peu au nord du Désert blanc, le Désert noir est plus proche de Bahariya que de Farafra, à environ 50 km au sud de Bawiti. L'érosion des montagnes a déposé une couche de poudre noire sur le désert et les rochers, d'où son nom. Vers l'extrémité du Désert noir se trouvent des collines volcaniques noires dont l'éruption produisit il y a très longtemps une roche volcanique noire appelée dolérite qui forme les rochers actuels. Gravissez l'English Mountain, point culminant du Désert noir, pour y admirer une vue magnifique sur cet étrange paysage. La vue du Désert noir s'offre à vous quand vous empruntez la route de Bahariya à Farafra, mais si vous souhaitez l'explorer en profondeur, il est recommandé de faire appel à un guide. Des visites sont organisées au départ de Bahariya ou de Farafra.

## Paléobiologie
Des restes d'arbustes et de forêts fossilisées ont été trouvés dans le désert noir, indiquant que des plantes y poussaient autrefois.

## Déclaration de Réserve Naturelle
Après avoir découvert un grand squelette de dinosaure sur ses frontières, le Désert Noir a été déclaré réserve naturelle à partir de 2010.